# Бертр
Бертр (фр. Bertre, окс. Bèrtre) — коммуна во Франции, находится в регионе Юг — Пиренеи. Департамент — Тарн. Входит в состав кантона Пастель. Округ коммуны — Кастр.
Код INSEE коммуны — 81030.

## География

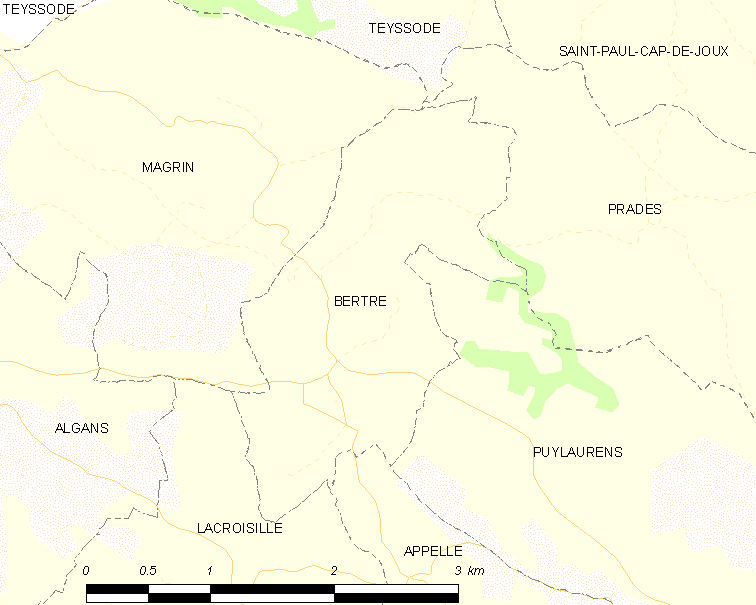
Карта коммуны

Коммуна расположена приблизительно в 590 км к югу от Парижа, в 40 км восточнее Тулузы, в 45 км к юго-западу от Альби.

## Климат
Климат умеренно-океанический. Зима мягкая и дождливая, лето жаркое с частыми грозами. Ветры довольно редки.

## Население
Население коммуны на 2010 год составляло 108 человек.
| 1962 | 1968 | 1975 | 1982 | 1990 | 1999 | 2010 |
| ---- | ---- | ---- | ---- | ---- | ---- | ---- |
| 105  | 104  | 123  | 69   | 69   | 66   | 108  |

## Администрация
| Период | Период | Фамилия         | Партия | Примечания |
| ------ | ------ | --------------- | ------ | ---------- |
| 2001   | 2008   | Кристиан Пинель |        |            |
| 2008   | 2014   | Соня Барантен   |        |            |
| 2014   | 2020   | Кристиан Пинель |        |            |

## Экономика
В 2007 году среди 55 человек в трудоспособном возрасте (15—64 лет) 46 были экономически активными, 9 — неактивными (показатель активности — 83,6 %, в 1999 году было 52,5 %). Из 46 активных работали 39 человек (24 мужчины и 15 женщин), безработных было 7 (3 мужчин и 4 женщины). Среди 9 неактивных 3 человека были учениками или студентами, 3 — пенсионерами, 3 были неактивными по другим причинам.